# Charles A. Boyle

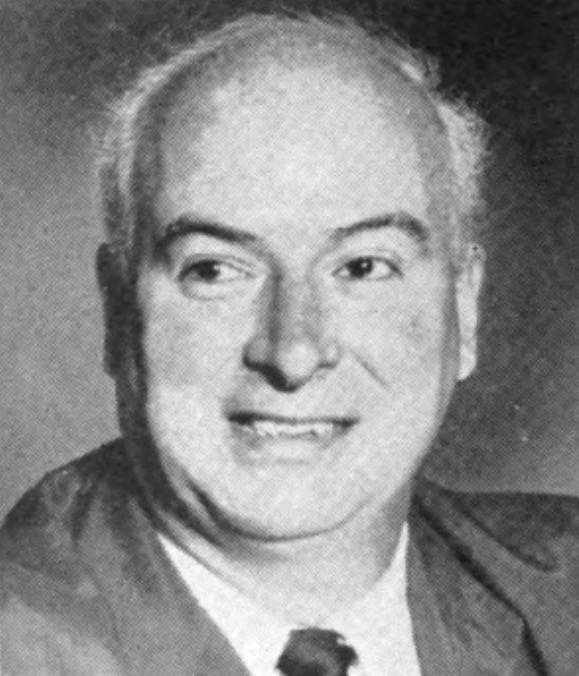
Charles A. Boyle

Charles Augustus Boyle (* 13. August 1907 in Spring Lake, Ottawa County, Michigan; † 4. November 1959 in Chicago, Illinois) war ein US-amerikanischer Politiker. Zwischen 1955 und 1959 vertrat er den Bundesstaat Illinois im US-Repräsentantenhaus.

## Werdegang
Charles Boyle wuchs auf der Farm seiner Eltern auf und besuchte danach bis 1925 die Mount Carmel High School in Chicago. Anschließend arbeitete er für die Chicago Motor Coach Co. Nach einem Jurastudium an der Loyola University und seiner 1934 erfolgten Zulassung als Rechtsanwalt begann er in Chicago in diesem Beruf zu arbeiten. In den Jahren 1937 und 1938 war er als Anwalt für die Federal Housing Administration tätig. Gleichzeitig schlug er als Mitglied der Demokratischen Partei eine politische Laufbahn ein.
Bei den Kongresswahlen des Jahres 1954 wurde Boyle im zwölften Wahlbezirk von Illinois in das US-Repräsentantenhaus in Washington, D.C. gewählt, wo er am 3. Januar 1955 die Nachfolge von Edgar A. Jonas antrat. Nach zwei Wiederwahlen konnte er bis zu seinem Tod am 4. November 1959 im Kongress verbleiben. Diese Zeit war von den Ereignissen des Kalten Krieges und der Bürgerrechtsbewegung bestimmt. Charles Boyle starb bei einem Autounfall in Chicago.

## Familiäres
Boyles Enkeltochter ist die Schauspielerin Lara Flynn Boyle.